# Теодора Солунска
Преподобна Теодора Солунска (812—892) је хришћанска светитељка и подвижница из 9. века.
Рођена је око 812. године на острву Егини. Била је удата за угледног човека, са којим је имала женско дете. Након најезде Арапа на Егину, преселила се са породицом у Солун. Тамо се њена кћи замонашила и узела име Теописта. Убрзо након мужевљеве смрти око 837. године и Теодора се замонашила у манастиру Светога Стефана.
Позната је по томе да је била велика подвижница.
Умрла је 892. године.
Њене мошти чувају се у Солуну. Делић њених светих моштију налази се у манастиру Ћелије код Ваљева.
Православна црква прославља преподобну Теодору 29. августа по јулијанском календару.